# Komen
Komen, središče istoimenske občine, je urbanizirano naselje ob križišču cest proti Novi Gorici, Vipavi in Sežani. Zaradi ugodne prometne lege, se je Komen razvil v centralno naselje na Kraško-Komenskem Krasu. Naselje se je razvilo na rahlo dvignjeni planoti, ki ga na severu obkrožajo višje vzpetine; Kočnik (500 m), Lipnik (536 m) in Sveti Martin (475 m). Je sedež župnije Komen; župnijska cerkev je cerkev svetega Jurija, velika baročna cerkev iz 18. stoletja s prosto stoječim zvonikom, ki na portalu nosi letnico 1733. Komen ima tudi osnovno šolo, ki jo obiskuje 200 učencev.

## Registrirana kulturna dediščina v naselju Komen
| Št. | Stavba                                                   | Opis | Slika |
| --- | -------------------------------------------------------- | --- | ----- |
| 1.  | Komen - Arheološko najdišče Pod sv. Martinom (EŠD 29261) | Tip enote: obrambni stolp; kamnita groblja izjemnih dimenzij, verjetno ruševine obrambnega stolpa iz 6. in 5. stol. pr.n.št. Neraziskano. Datacija enote: starejša železna doba. |       |
| 2.  | Komen - Cerkev svetega Jurija (EŠD 3763)                 | Baročna cerkev, zgrajena v letih 1768–1773 na mestu gotske – ima še ohranjen gotski prezbiterij. Ladja je zrcalno obokana. Glavna fasada je členjena s pilastri. Prostostoječi zvonik je oglejskega tipa iz leta 1733. Datacija enote: tretja četrtina 15. stol., sredina 18. stol., 1733, 1768–1773. Avtor(ji): Naslednik Micheleja Bona (arhitekt; 1768–1773), Kranjsko-škofjeloška stavbarska delavnica (gradbenik; 3/4 15. stol.), Clemente Del Neri (slikar; 1901) |       |